# الفغوة (شبام)
'

تعديل مصدري - تعديل

الفغوة هي إحدى قرى عزلة شبام بمديرية شبام التابعة لمحافظة حضرموت، بلغ تعداد سكانها 165 نسمة حسب تعداد اليمن لعام 2004.